# Да здравствует Генрих IV, да здравствует любовь!
Да здравствует Генрих IV, да здравствует любовь! (фр. Vive Henri IV, vive l'amour!) — костюмная историческая комедия режиссёра Клода Отан-Лара, вышедший на экраны 5 апреля 1961.

## Сюжет
Комедийное изложение последней любовной интрижки чрезмерно любвеобильного короля, якобы, ставшей причиной его гибели. Красочная постановка, более всего примечательная актерским составом.
Париж, 1609 год. Рассорившись со своей последней пассией, Жаклин де Бёй, король Генрих видит в составе придворного балета Марии Медичи 15-летнюю очаровательную Шарлотту де Монморанси, и немедленно влюбляется. Ранее он заочно пообещал ее в жены Франсуа де Бассомпьеру, но теперь решает найти для девушки более покладистого мужа, который не станет возмущаться связью жены с королем. Выбор Генриха падает на юного принца Конде, которого он, как уверяет, любит, как собственного сына (по сюжету, принц, скорее всего и является его сыном). Ради того, чтобы понравиться девушке, 54-летний король впервые в жизни принимает ванну, а на вопрос коннетабля Монморанси, какие при этом ощущения, отвечает: «Неприятные... но любопытные».
Принц Конде после некоторых колебаний соглашается вступить в фиктивный брак, но выполнять обещания, данные королю, не намерен, а собирается хорошенько проучить старого развратника. Вместо того, чтобы, как договаривались, доставить жену в королевскую постель, он перевозит ее с места на место, а яростное недовольство Шарлотты, мечтающей стать королевской наложницей, решительно и жестко пресекает.
Когда дело заходит слишком далеко, и Конде за неповиновение начинает угрожать Бастилия, он силком увозит жену на испанскую территорию и получает убежище в Брюсселе. Генрих требует у испанцев выдать ему женщину и грозит войной. У испанцев его домогательства не вызывают ничего, кроме презрения. Одновременно французский двор готовит побег Шарлотты, для чего в Брюссель направляется Бассомпьер с небольшим отрядом. Конде согласен не препятствовать бегству жены, но план рушится из-за слишком длинного языка французского короля, и испанцы устраивают засаду. Бассомпьера отправляют назад во Францию, а Шарлотту возвращают мужу, после чего между ними происходит бурное объяснение.
Шарлотта все более проникается уважением к супругу. Узнав о готовящемся покушении на короля, Конде, надеясь предотвратить преступление, отправляется ко двору в Париж, взяв с собой жену. Генрих теряет остатки здравомыслия и покидает дворец, чтобы добраться до предмета своей страсти. По дороге карета останавливается в уличном заторе, близ которого рыщет Равальяк, не упускающий шанса разделаться с похотливым тираном. Конде и Шарлотта прибывают только к церемонии прощания с Генрихом, и Мария Медичи приказывает отправить принца в Бастилию, а Шарлотта, примирившаяся со смертью короля, добивается позволения разделить с ним заключение. Взявшись за руки, супруги, спокойные и  счастливые, отправляются в тюрьму.

## В ролях
- Франсис Клод — Генрих IV
- Даниэль Гобер — Шарлотта де Монморанси
- Жан Сорель — принц Конде
- Мелина Меркури — Мария Медичи
- Пьер Брассёр — коннетабль Монморанси
- Николь Курсель — Жаклин де Бёй
- Даниэль Дарьё — Генриетта д'Антраг
- Франсис Бланш — приор
- Бернар Блие — Сюлли
- Арман Местраль — Бассомпьер
- Жан Дане — Кончино Кончини
- Мари Мерже — Леонора Галигаи
- Лиз Деламар — мадам де Монгла
- Витторио Де Сика — дон Педро
- Хосе Луис де Вильялонга — испанский посланник
- Анник Альер — Филиппота
- Жюльен Каретт — герцог д'Эпернон
- Робер Дальбан — офицер стражи
- Роже Анен — Равальяк
- Мартин Аве — герцог Вандомский
- Даниэль Ивернель — граф д'Ановар
- Биби Мора — Гастон Орлеанский
- Симона Ренан — Мадам де Латремуй
- Луи Сантев — кардинал
- Жан Тисье — испанский врач
- Николь Мирель — мадам де Нери
- Мусташ — Лаферьер
- Пьераль — карлик
- Фредерик Дрофманн — Людовик XIII
- Геймон Виталь — Вильруа
- Патрисия Маринье — Элизабет